# Осока ржавая
Carex ferruginea (лат.) — травянистое растение, вид рода Осока (Carex) семейства Осоковые (Cyperaceae).

## Ботаническое описание
Верхние 1—3 колоска тычиночные или андрогинные (иногда верхний гинекандрический), остальные 2—4(5) — пестичные, возможно многоцветковые, густые, продолговатые или яйцевидные, возможно на длинных ножках и обычно поникающие. Чешуи пестичных колосков большей частью острые или туповатые, обычно чёрно-пурпурные или каштановые. Мешочки уплощённые или сжато-трёгранные, перепончатые, 4—6,5(7) мм длиной, часто глянцевитые, зрелые большей частью чёрно-пурпурные или бурые, с Жилками или без них, нередко опушённые, по краям часто шероховато-шиповатые, с удлинённым, реже коротким, цельным, выемчатым или коротко-двузубчатым носиком. Нижний кроющий лист, как правило, с длинным влагалищем и с пластинкой короче соцветия.
Вид описан из Словении.

## Распространение
Южная Европа: Альпы, Балканский полуостров, Юго-Западная Болгария; на Украине возможно в Карпатах.
Растёт на каменистых горных склонах.

## Систематика
В пределах виды выделяются три подвида:
- Carex ferruginea subsp. ferruginea — от Альп до Балканского полуострова, от южных Карпат до Юго-Западной Болгарии
- Carex ferruginea subsp. macrostachys (Bertol.) Arcang. — Италия (Альпы)
- Carex ferruginea subsp. tendae W.Dietr. — юго-западные Альпы